# BARに灯ともる頃
『BARに灯ともる頃』（ばーるにひともるころ、原題:Che ora è?）は、1989年製作、エットーレ・スコラ監督のイタリアの映画である。

## あらすじ
ローマから西へ65マイル、ティレニア海に臨む小さな港町チヴィタヴェッキア。大きな紙袋を手に、タクシーから降りる初老の男（マルチェロ・マストロヤンニ）。彼はこの町で兵役中の一人息子ミケーレ（マッシモ・トロイージ）に会う為にやって来た。逞しくなった息子を誇らしく思う父と久しぶりの再会に気恥ずかしさを覚える息子。2人きりで1日を過ごすのは初めてのことだ。
港まで散歩をして、近くのBAR（バール）でひと休み。互いの近況、ミケーレの別れた恋人の話をしながら、父と息子は少しずつ打ち解け始める。
昼食のために入ったトラットリア。機関士だった祖父の懐中時計を贈られて喜ぶミケーレ。大好きだった祖父の品は、高価な車よりも立派なマンションよりも嬉しいものだった。
トラットリアを出て、町を散歩する。メリーゴーランドに乗ってはしゃいだり、2人一緒におどけた写真を撮ったり、ふと立ち寄った店でお揃いの靴を買う。思いのほか楽しい時間が流れるが、些細な事から口論になってしまう。自分の価値観を押し付けて息子の人生に首を突っ込みたがる父親に対するミケーレの不満が爆発する。
その後、仲直りのきっかけにしようと2人は映画を観ることにする。しかし、父が居眠りから覚めるとミケーレの姿がない。彼はこっそり抜け出して電話を掛けていた。電話の向こうの誰かと楽しそうに話をする息子。自分には見せなかったその明るい表情に父は傷ついてしまう。
映画館を出るなり、「恋人と約束があるんなら、パパは今すぐ帰ったっていいんだよ」と拗ねる父。ミケーレが否定すると、今度は息子の恋人の家をいきなり訪ねることに決めてしまう。
シャワーを浴びていたロレダナ（アンヌ・パリロー）だったが、恋人と初対面の父親を快く迎え入れる。洗面所で恋人たちが熱いキスを交わす間にロレダナの日記を勝手に読んだり、息子がお使いに出かけた隙に突飛な質問で彼女を笑わせる父。
夕暮れ時、ロレダナの家を後にした2人は、ミケーレの馴染みのBARを訪れる。店主のピエトロは、わが子のように可愛がっているミケーレの父親に会えて嬉しそうだ。一方、ミケーレの方は店のエスプレッソマシンを自在に操り、他の客と楽しそうにビリヤードに興じている。息子のすっかり土地に馴染んでいる様子と直接本人からは知らされなかったミケーレの就職先や夢をピエトロから聞いて驚く父。淋しさと居心地の悪さから、別れの挨拶もそこそこに店を出ていくと、後を追ってきたミケーレと激しい口論となり……

## キャスト
※括弧内は日本語吹替
- 父 - マルチェロ・マストロヤンニ（中村正）
- ミケーレ - マッシモ・トロイージ（佐古正人）
- ロレダナ - アンヌ・パリロー（田中敦子）
- ピエトロ - レナート・モレッティ（石森達幸）
- 漁師 - ルー・カステル

## 受賞歴
- ヴェネツィア国際映画祭
  - 主演男優賞受賞（マルチェロ・マストロヤンニ / マッシモ・トロイージ）